# Lijst van verdwenen dorpen in West-Zeeuws-Vlaanderen
In de Nederlandse provincie Zeeland zijn in de loop der eeuwen tal van dorpen verdwenen door stormvloeden en opzettelijke inundaties. Dit geldt in het bijzonder voor West-Zeeuws-Vlaanderen. Hier zijn het met name de inundaties van 1583 geweest, waarbij zich nieuwe zeegeulen vormden die diep het land in drongen, die vele dorpen voorgoed hebben doen verdwijnen.
Als resultaat van het project geinundeert en wegh-gespoelt, dat startte in 2002, is veel kennis over deze dorpen vergaard. Bedacht moet worden dat de resten ervan vaak onder een dikke laag sediment zijn verdwenen. De militaire inundaties van 1583 alleen al veroorzaakten op sommige plaatsen de afzetting van een kleipakket van anderhalve meter dik.
De volgende verdwenen dorpen zijn bekend:

## Dorpen die voor de huidige kust lagen
- Oostende
- Westende
- Reimersdorpe
- Waterdunen
- Avenkerke
- Schoneveld
- Sint-Lambert-Wulpen

## Dorpen waarvan de exacte locatie niet bekend is
- Wewelswaele, verdronken in 1375-1376
- De Piet (dorp), verdronken in 1375-1376
- Boterzande, verdronken in 1375-1376
- Oostmanskerke, verdronken in 1375-1376, kerk afgebroken in 1391
- Schoneveld, verdronken in 1375-1376

- Hughevliet, verdronken in 1404 tijdens de Sint-Elisabethsvloed
- Oud-IJzendijke, verdronken in 1404

- Gaternesse, verdronken in 1570 tijdens de Allerheiligenvloed

- Oud-Schoondijke, Vulendike of Sconendike, verdronken tijdens of na 1583

- Roeselare, Roecelare, Roesselaer of Roselare, plaats met kerk tussen Aardenburg en IJzendijke, oudste vermelding 1282[1]

## Dorpen waarvan de exacte locatie bekend is
- Oostmanskapelle, verdronken in 1404 tijdens de Sint-Elisabethsvloed en later in 1583
- Sint-Nicolaas in Vaerne of Langaardenburg, verdronken tijdens de Stormvloed van 1375
- Coxyde, ook Coxie of Berniardskerke genoemd, verdwenen in 1583
- Sint-Cathelijne of Sint-Catharina, verdwenen in 1583
- Hannekenswerve, verdwenen in 1583 en 1604
- Oud-Nieuwvliet, Sinte-Pier of Sint-Pieter, in 1530 verwoest tijdens de Sint-Felixvloed, hersteld en verwoest in het begin van de Tachtigjarige Oorlog
- Nieuwerkerke, verwoest tijdens de inundaties van 1583 en 1604